# Литвинов Віктор Іванович
Віктор Іванович Литви́нов (нар. 29 жовтня 1953, Ворошиловград — пом. 23 лютого 2006, Луганськ) — український художник; член Луганської організації Спілки художників України з 1994 року.

## Біографія
Народився 29 жовтня 1953 року у місті Ворошилвграді (нині Луганськ, Україна). 1984 року закінчив Харківський художньо-промисловий інститут, де навчався зокрема у Сергія Бесєдіна, Віктора Віхтинського, Валентина Сизикова.
Упродовж 1984—2000 років працював на Луганському художньо-виробничому комбінаті. Жив у Луганську, в будинку на вулиці Широкій, № 18. Помер у Луганську 23 лютого 2006 року.

## Творчість
Працював у галузі станкового живопису і плаката. Серед робіт:
плакати
- «Тобі, Вітчизно, натхненну працю» (1986);
- «Хто відповість персонально?» (1989);
- «Знятий з роботи в зв'язку з виходом на пенсію» (1989);
- «Про культуру живих найкраще скажуть мертві» (1990);
- «Ерозія культури — ерозія душі» (1990);
- «Уроки інтернаціонального виховання» (1994);

живопис
- «Зима в Седневі» (1998);
- «Ай-Петрі» (1998);
- «Польові квіти» (1999);
- «На ранковій зорі» (2000);
- «Лугові квіти» (2001).

Брав участь в обласних, всеукраїнських, всесоюзних, міжнарождних мистецьких виставках з 1986 року.
Деякі роботи художника зберігаються у Луганському краєзнавчому музеї.